# ثعابين مسطحة
ثعابين مسطحة (الاسم العلمي: Homalopsidae)، فصيلة ثعابين سامة تضم 28 جنسًا وأكثر من 50 نوعًا. وتُعرف باسم ثعابين الماء الهندوأسترالية، ثعابين الطين أو البوكادام.